# Очаков (большой противолодочный корабль)
«Очаков» — большой противолодочный корабль проекта 1134Б. В составе Черноморского флота ВМФ СССР с 1973 года, с 1991 года в составе Черноморского флота ВМФ России.

## История
Заложен на Заводе имени 61 коммунара в Николаеве (заводской № 2002) 19 декабря 1969 года. Закладная доска корабля была установлена лично Главнокомандующим ВМФ СССР, Адмиралом Флота Советского Союза С. Г. Горшковым. 25 декабря того же года зачислен в списки кораблей ВМФ.
Имя «Очаков» присвоено в честь взятия русской армией и флотилией крепости Ачи-Кале в 1788 году.
Спущен на воду 30 апреля 1971 года. Вступил в строй 4 ноября 1973 года, 28 ноября того же года включён в состав Краснознамённого Черноморского флота. Находился в составе 30-й дивизии надводных кораблей Черноморского флота. В марте 1974 года, ещё не вступив в состав сил постоянной готовности, принял участие в учениях КЧФ, вступив в охранение крейсера «Москва».
Первоначально имел бортовой № 522 (1973 г.), затем №: 539 (1974—1975 гг.), 526 (1975—1976 гг.), 527 (1977 г.), 509 (1978 г.), 529 и 716 (1979 г.), 175 (1980 г.), 530 (1977 и 1983 гг.), 745 (1979 г.), 703 (1986—1987 гг.), 714 (1988—1989 гг.), 707 (с 1.05.1990 г.).
Первый боевой выход в Средиземное море совершён с 24 декабря 1974 года по 12 мая 1975 года, с заходом в Аннабу (Алжир).
Корабль совершил 9 боевых походов, участвовал в учениях «Океан-75», «Крым-76». Награждён вымпелом министра обороны СССР «За мужество и воинскую доблесть». В 1977, 1979 и 1986 годах БПК «Очаков» объявлялся лучшим кораблём Военно-Морского Флота.
Совершённые визиты:
- 14—19 июня 1978 — Латакия (Сирия);
- 13—18 апреля 1979 — Риека (Югославия);
- 11—16 июня 1979 — Тулон (Франция);
- 10—13 августа 1985 — Варна (Болгария);
- 20—24 октября 1986 — Гавана (Куба);
- 26—31 марта 1987 — Стамбул (Турция);
- 26—30 октября 1987 — Сплит (Югославия);
- 24—28 апреля 1989 — Констанца (Румыния);
- 8—12 мая 1990 — Сплит (Югославия);
- 11—14 июня 1990 — Таранто (Италия).

С 26 марта 1980 года по 18 июля 1984 года прошёл капитальный ремонт на Севастопольском морском заводе.
В 1985 году принимал участие в съёмках художественного фильма «Одиночное плавание».

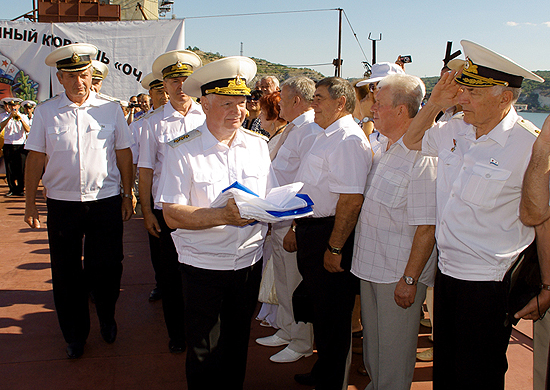
Спуск Военно-морского флага. Первый командир корабля Игорь Касатонов, 20 августа 2011 года

В 1991 году начался новый ремонт корабля в Севастополе, однако после распада СССР, он не был завершён.
В 1993 году на борту корабля произошел серьёзный пожар. Планировалось, что «Очаков» вступит в строй в 2004—2005 годах, однако этого не произошло.
20 октября 2008 года был выведен с территории Севастопольского морского завода и поставлен на отстой у Троицкой бухты в Севастополе.
20 августа 2011 года на корабле был спущен военно-морской Флаг, корабль был поставлен в отстой в Севастополе (Троицкая).
В ходе российской аннексии Крыма в ночь с 5 на 6 марта 2014 года вместе с тремя списанными водолазными судами был затоплен российскими военными у входа в озеро Донузлав для блокады кораблей ВМС Украины.

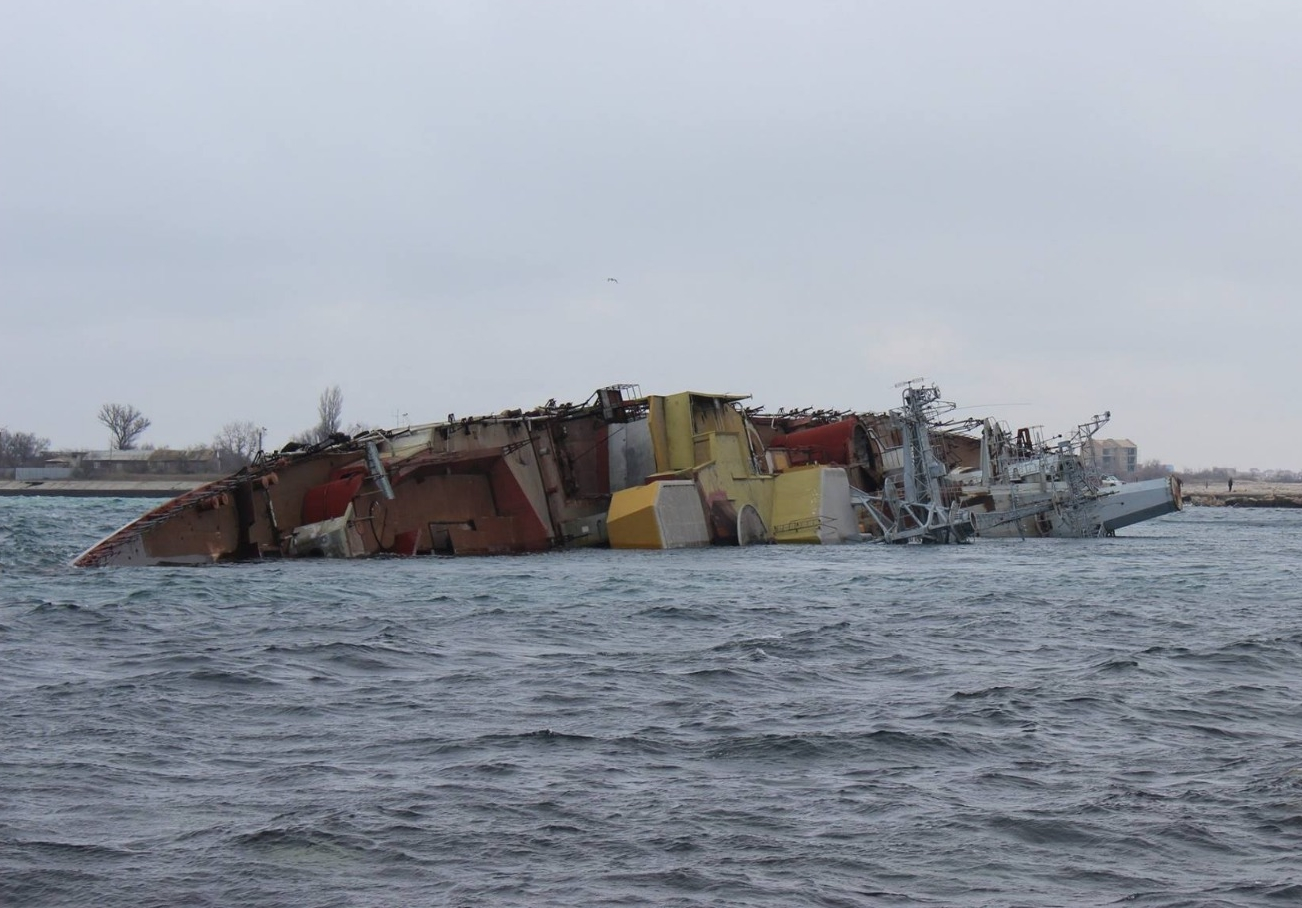
Затопленный корабль Очаков блокирует фарватер Донузлава, 2014

БПК «Очаков», лежавший на глубине 12 метров с креном 70 градусов, был поднят в ходе специально сформированной спасательной экспедиции ЭПРОН. Подготовка к операции по подъёму составляла 100 суток, сама операция началась 11 июля и продолжалась 62 дня. В ней были задействованы 13 судов и 35 водолазов. На первом этапе лежавший на борту корабль был подсоединён к большим понтонам и с их помощью к 5 августа стал на ровный киль, затем начались работы по герметизации частей корпуса и последовательной откачке воды из отсеков корабля (всего было перекачано свыше 300 000 кубометров воды). 1 сентября корабль был передвинут с фарватера в сторону, освободив проход в бухту, начались работы по максимальному облегчению веса корпуса. 11 сентября операция была завершена и началась буксировка корабля к месту утилизации.
Поднятый корабль должен был быть доставлен в Инкерман для утилизации, однако его отбуксировали на так называемое Кладбище кораблей, расположенное в 2,5  километрах от Новоозерного.

## Командиры корабля
- 1972—1975 гг. — капитан 2 ранга И. В. Касатонов
- 1975—1977 гг. — капитан 3 ранга В. Л. Шепелев
- 1977—1980 гг. — капитан 3 ранга А. А. Рыженко
- 1980—1981 гг. — капитан 3 ранга В. П. Свиридов
- 1981—1985 гг. — капитан 2 ранга Н. Н. Жебрак
- 1985—1988 гг. — капитан 2 ранга Е. В. Орлов
- 1988—1990 гг. — капитан 2 ранга В. В. Шевченко
- 1990—1992 гг. — капитан 2 ранга В. П. Саватеев
- 1992—1997 гг. — капитан 2 ранга А. К. Фармазов
- 1997—1999 гг. — капитан 2 ранга А. М. Железняков
- 1999—2002 гг. — капитан 2 ранга Е. Г. Крылов
- С 2002 г. — капитан 1 ранга Е. Г. Шевченко